# Alejandro Kirk
Pour les articles homonymes, voir Kirk.
Alejandro Kirk (né le 6 novembre 1998 à Tijuana, Mexique) est un receveur et frappeur désigné des Ligues majeures de baseball jouant pour les Blue Jays de Toronto.

## Carrière
Découvert au Mexique par le recruteur des Blue Jays de Toronto Dean Decillis, venu pour un autre joueur, Alejandro Kirk est transféré des Toros de Tijuana au Canada pour un montant de 30 000 $. Il se développe dans les ligues mineures jusqu'à faire ses débuts dans la Ligue majeure en septembre 2020.
Il est sélectionné en 2022 au match des étoiles de la Ligue majeure de baseball,.